# Tintin și misterul „Lânei de aur”
Tintin și misterul „Lânei de aur” (grafiat la acea vreme Tintin și misterul „Lînei de aur”, titlul original: în franceză Tintin et le Mystère de la Toison d'or) este un film de comedie și de acțiune franco-belgian, realizat în 1961 de regizorul Jean-Jacques Vierne, protagoniști fiind actorii Jean-Pierre Talbot, Georges Wilson, Georges Loriot și Marcel Bozzuffi.

## Rezumat
Temistocle Paparanic, un vechi prieten al căpitanului Haddock, moare și căpitanul moștenește nava lui Paparanic, „La Toison d’or” sau „Lâna de aur”. Tintin și Haddock însoțiți de cățelul lui Tintin, Milou, călătoresc la Istanbul pentru a o lua în primire, dar descoperă că aceasta este o epavă fără valoare. În curând un anume Anton Karabine îi oferă 600.000 de lire sterline pentru navă. Când Haddock refuză să vândă, aproape că este ucis. După un timp, adevărul iese la iveală: Paparanic și echipajul său au dat o lovitură de stat în Tetaragua, o mică țară latino-americană. După ce a condus țara timp de trei ani, Paparanic a plecat cu aurul Băncii Naționale, iar acum vechii săi colegi de pe navă încearcă să pună mâna pe ei.

## Distribuție
- Jean-Pierre Talbot – Tintin
- Georges Wilson – căpitanul Haddock
- Georges Loriot – profesorul Tournesol
- Frații Gamonal – Dupond și Dupont
- Dimítris Myrát – Anton Karabine
- Marcel Bozzuffi – Angorapoulos
- Charles Vanel – părintele Alexandre Timoșenko
- Dario Moreno – Midas Papos
- Dimos Starenios – Scubiduvici
- Michel Thomass – Yéfime
- Ulvi Uraz – M. Malik
- Henry Soya – Clodion
- Max Elloy – Nestor
- Serge Marquand – poștașul
- Kamer Baba – notarul
- Faik Coșkun – proprietarul cafenelei
- Guy-Henry – banditul care aprinde fitilul
- Marcel Policard – portretul lui Themistocle Paparanic
- Le chien Ladeuche – Milou[5]
- Dansatori populari greci și muzicieni ai ansamblului panegiric dirijat de Dóra Strátou
- și inspectorul Attila Thai

## Producție, lansare
Filmul a fost turnat în 1961 la studiourile Boulogne-Billancourt (Hauts-de-Seine) și exterioarele în diferite locații[5] din Turcia (Istanbul, Bosfor), în Grecia (Atena, Pireu, mănăstirea Agía Triáda din Meteora, Heraion din Pérachora din Golful Corint) și lângă Le Lavandou (Var) pentru scenele subacvatice.
Lansarea filmului a avut loc în Franța la data de 6 decembrie 1961.
În România premiera filmului Tintin și misterul „Lânei de aur” a avut loc la data de 3 septembrie 1962 la cinematografele „Magheru”, „23 August”, „G. Coșbuc”, „Stadionul Dinamo” și „Arenele Libertății” din capitală.